# Herkules-kút
A Visegrádi palota 1484- ben készült díszudvarán álló vörösmárvány szökőkút a gyermek Héraklész harcát ábrázolja a lernéi Hüdrával. A Herkules-kút különös jelentőségét az adja, hogy készítője korának egyik legjobb római szobrásza Giovanni Dalmata volt. (A kutat az európai művészettörténet a reneszánsz első Itálián kívül született emlékeként tartja nyilván.)

## Története
A Visegrádi Királyi Palota lakóépületének földszintjén, a díszudvarban látható a hazai reneszánsz egyik különleges emléke, a Herkules-kút. A törökök által lerombolt palota maradványait 1934-ben fedezte fel Schulek János, és 1941-ben sikerült feltárni Hunyadi Mátyás legendás kútját is, melynek további darabjai kerültek elő a későbbi évtizedek régészeti feltárásai során. A kút rekonstrukciója 2000-ben fejeződött be, a Királyi Palota épületegyüttese pedig 2009-ben megkapta az Európai Örökség címet.
Egyes történészek szerint, ahogy Mátyás király udvarának számos egyéb szobrászati alkotása, úgy a Hercules-kút is Giovanni Dalmata, a dalmáciai Trogirból származó, olasz szobrász munkája.
A reneszánsz faragómester főleg Rómában, Dalmáciában, és Magyarországon dolgozott; az 1480-as években Mátyás udvarában, Budán. Legismertebb magyarországi alkotása ugyanakkor a visegrádi Királyi Palota belső udvarában található Herkules-kút. A kút legfőbb díszítőelemei Héraklész félisten gyermekkori alakja (mely feltehetően Mátyás törvénytelen fiára, Corvin Jánosra utal), ahogy legyőzi a lernéi Hüdrát, illetve a nyolcszög alakú medence oldalain található Hunyadi Mátyás címerek.
A szökőkutat a szakértők, bár modern megoldásokkal, de működőképes formában élesztették újra. A belső udvar különleges térakusztikájának köszönhetően a víz csobogása is páratlan élményt nyújt az ide látogatók számára, így akár órákat is el lehet ücsörögni mellette.

## Helyszín
A Herkules-kút a Visegrádi palotában található meg. Cím: Visegrád, Visegrádi Királyi Palota, Fő u. 29, 2025